# Caixes Rurals del Mediterrani
Caixes Rurals del Mediterrani (CRM) fou un grup cooperatiu financer amb seu a València i format per quinze entitats de crèdit. La constitució d'aquest grup cooperatiu es va realitzar el 14 de juny del 2010. El grup no tenia personalitat jurídica, és per aquest motiu que Ruralcaixa n'era l'entitat capçalera amb el 50% del poder de decisió. L'any 2012 l'entitat es fusionà amb Cajamar.

## Caixes
- Caixacallosa
- Caixalqueries
- Caixaltea
- Caixa Rural d'Alginet
- Caixa Rural Almenara
- Caixa Rural Burriana
- Caixa Rural Nules
- Caixa Rural Torrent
- Caixa Rural Vilafamés
- Caixa Rural Vilavella
- Caixa Rural Xilxes
- Crèdit València
- Ruralcaixa

El grup també comptava amb caixes rurals a Foia de Bunyol i Serrans com ara: Caja Rural de Cheste i Caja Rural de Villar.